# Vampire Hunter D: Bloodlust
Vampire Hunter D: Bloodlust (jap. 吸血鬼ハンターD ブラッドラスト, Banpaia Hantā Dī: Buraddorasuto) ist ein japanischer Anime-Film aus dem Jahr 2000, der auf dem dritten Roman der Serie Vampire Hunter D des Autors Hideyuki Kikuchi basiert. Regie führte Yoshiaki Kawajiri, das Design der Figuren basierte auf Entwürfen von Yoshitaka Amano.

## Handlung
Die junge und schöne Charlotte wird von Baron Meier Link, einem als wenig blutdürstig geltenden Vampir, entführt. Ihr Vater stellt den Vampirjäger D, einen Halbvampir oder Dhampir, an; er soll sie zurückbringen oder, sollte sie bereits ein Vampir sein, töten. Charlottes älterer Bruder beauftragt weitere Söldner mit der Suche nach seiner Schwester, darunter Leila.
Bald stellt sich heraus, dass Charlotte freiwillig mit Meier Link, ihrem Geliebten, geflohen ist; sie fürchtete, zu Recht, dass ihre Familie ihre Verbindung zu einem Vampir niemals akzeptieren würde.
D und Leila schließen einen Pakt: Wer von den beiden länger lebt soll am Grab des anderen Blumen ablegen; Leila fürchtet, dass sie allein und unbeweint sterben wird.
Meier Link und Charlotte erreichen inzwischen die Burg Chaythe, das Reich der nur noch als Geist existierenden Vampirgräfin Carmilla; ihr Körper wurde von D’s Vater wegen ihrer Brutalität und exzessiven Blutlust getötet. Carmilla bietet Meier Link und Charlotte ihr uraltes Raumschiff an, damit diese in die sagenumwobene Stadt der Nacht entkommen können.
Carmilla, die über starke Suggestivfähigkeiten verfügt, verwirrt die eintreffenden Verfolger; D und Leila können die falschen Visionen schnell durchschauen, doch Carmilla täuscht auch Meier Link und Charlotte, deren Blut – das Blut einer Jungfrau – sie benötigt, um ins Leben zurückzukehren. Nachdem sie Meier Link auf eine falsche Fährte geführt hat, blutet Carmilla Charlotte aus, doch D kann sie endgültig töten, bevor ihr Körper zu neuem Leben kommt. Der nun eintreffende Meier Link verteidigt die Leiche seiner Geliebten, die D zu deren Vater bringen will; es kommt zum Kampf zwischen den beiden. Leila beendet den Streit, indem sie Charlottes Ring abzieht und ihn D zuwirft; der Ring ist alles, was er braucht, um den Tod Charlottes zu belegen.
Während D und Leila Burg Chaythe verlassen startet Meier Link mit Charlottes Leiche zu den Sternen; Leila sieht dem Raumschiff nach, in der Hoffnung, dass es der Schwerkraft der Erde entkommen kann; es ist für sie ein Symbol der Hoffnung.
Die letzte Szene des Films ist ein Begräbnis. Ein junges Mädchen bemerkt dabei eine dunkle Figur unter einem nahen Baum und fragt diese, ob er ihre verstorbene Großmutter Leila gekannt hätte. Sie hätte ihm viel von ihm erzählt, sollte er D sein. D lehnt eine Einladung durch das Mädchen ab; er wollte nur Blumen zum Grab bringen. Doch er freut sich, dass viele Menschen um Leila weinen.

## Synchronisation
Der Film wurde bei der Scalamedia in München vertont. Joachim Geisler schrieb das Dialogbuch und führte die Dialogregie.
| Rolle                    | Japanischer Sprecher (Seiyū) | Deutscher Sprecher |
| ------------------------ | ---------------------------- | ------------------ |
| D                        | Hideyuki Tanaka              | Oliver Stritzel    |
| Leila                    | Megumi Hayashibara           | Christine Stichler |
| Leila (Kind)             | Akiko Yajima                 | Laura Loessl       |
| Charlotte Elbourne       | Emi Shinohara                | Julia Haacke       |
| Meier Link               | Kōichi Yamadera              | Crock Krumbiegel   |
| Linke Hand               | Ichirō Nagai                 | Achim Geisler      |
| Carmilla                 | Beverly Maeda                |                    |
| Nolt                     | Ryūzaburō Ōtomo              | Christoph Jablonka |
| Borgoff                  | Yūsaku Yara                  | Holger Schwiers    |
| Caroline                 | Yoko Somi                    | Martina Duncker    |
| Benge                    | Keiji Fujiwara               | Kai Taschner       |
| Machira                  | Rintarou Nishi               | Ole Pfennig        |
| Kyle                     | Houchu Ohtsuka               | Tobias Lelle       |
| Alter Mann von Barbarois | Chikao Ōtsuka                | Norbert Gastell    |

## Kritiken
Der Film wurde weitgehend positiv aufgenommen und erhielt von der Website Metacritic eine Gesamtbewertung von 62 Punkten. Laut Filmstarts.de verwebt der Film „das Genre des Westerns mit einem klassisch-viktorianischen Vampirfilm-Setting und einem Endzeitszenario, wirkt erstaunlicherweise aber trotzdem nicht abstrus oder überladen“. Der Filmspiegel reiht das Werk in die „oberste zweidimensionale Liga“ ein. Der Chicago Reader nannte den Film ein „gorgeously animated surrealist adventure“. Die New York Daily News beschrieb Vampire Hunter D: Bloodlust als „beautiful, witty and provocative“. Im San Francisco Chronicle lobte man die eindrücklichen Bilder, fand die Geschichte allerdings etwas dünn und chaotisch.